# Edith Mastenbroek
Edith Mastenbroek (ur. 23 marca 1975 w Hadze, zm. 23 sierpnia 2012 w Lelystad) – holenderska polityk, deputowana do Parlamentu Europejskiego (2004–2008).

## Życiorys
W 2000 ukończyła politologię na Uniwersytecie Amsterdamskim. Zaangażowała się wcześniej w działalność Partii Pracy, reprezentowała to ugrupowanie m.in. w delegacji w Partii Europejskich Socjalistów. Od 2001 do 2003 pracowała w think tanku Infodrome, zajmującym się badaniami nad społeczeństwem informacyjnym. Następnie była rzecznikiem prasowym przedsiębiorstwa XS4ALL, jednego z największych holenderskich dostawców usług internetowych.
W 2004 uzyskała mandat posłanki do Parlamentu Europejskiego z listy PvdA. W PE przystąpiła do grupy socjalistycznej. Pracowała m.in. w Komisji Wolności Obywatelskich, Sprawiedliwości i Spraw Wewnętrznych oraz w Komisji Kontroli Budżetowej. Z Europarlamentu odeszła w 2008.
Zmarła nagle na skutek zatrzymania krążenia.